# Tafelbergsandstein

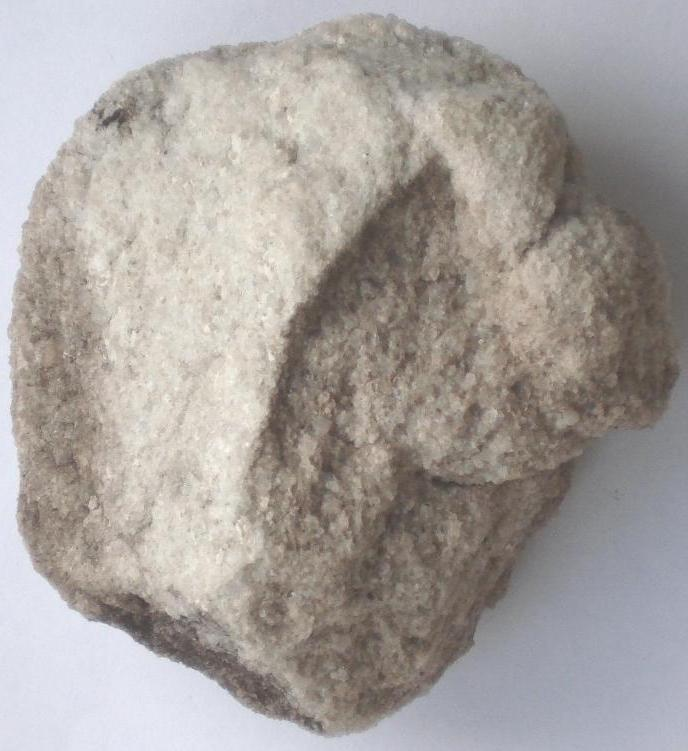
Handstück vom Tafelbergsandstein

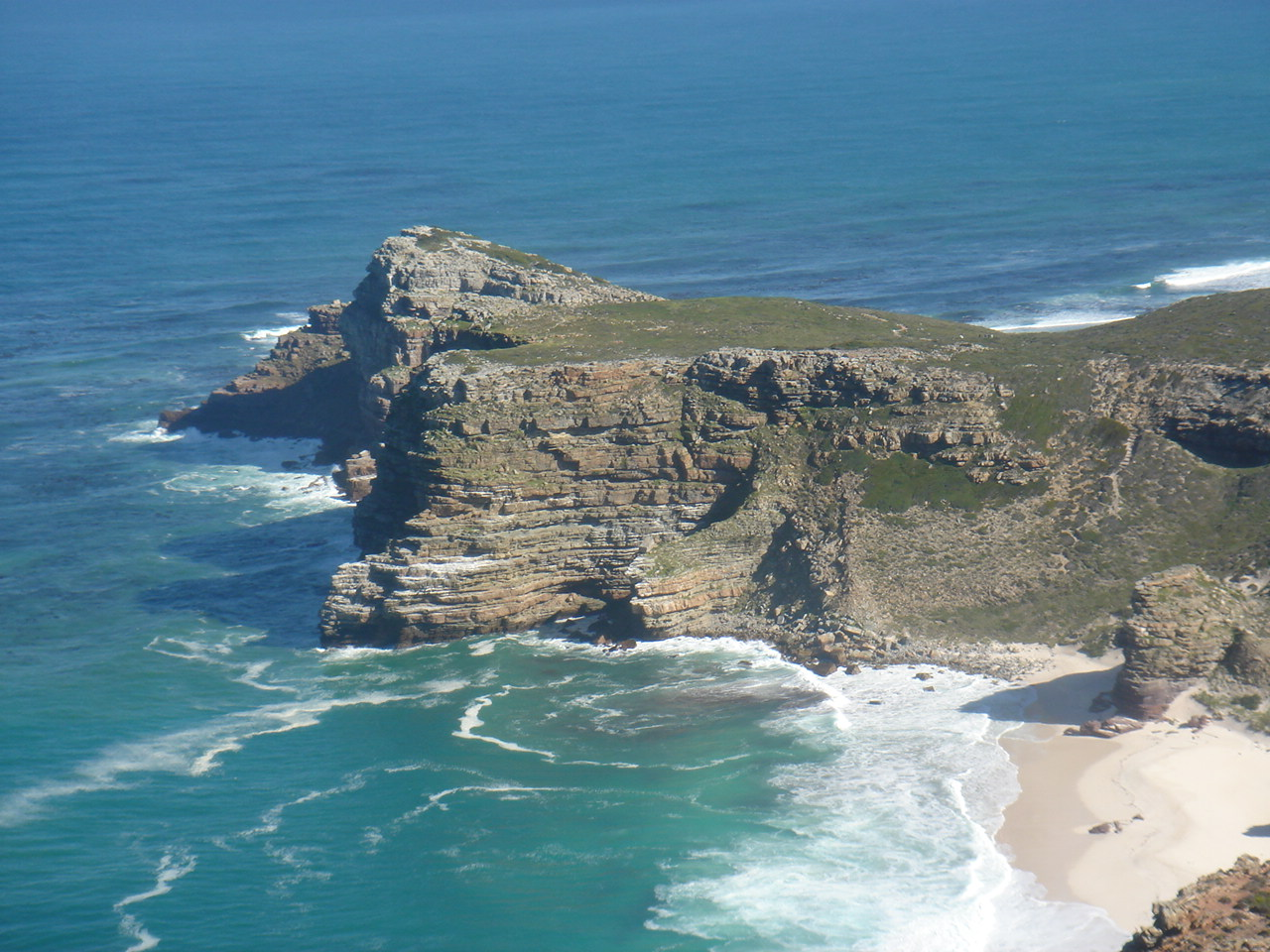
Kap der Guten Hoffnung, gut erkennbare Schichtenlagerung des Sandsteins

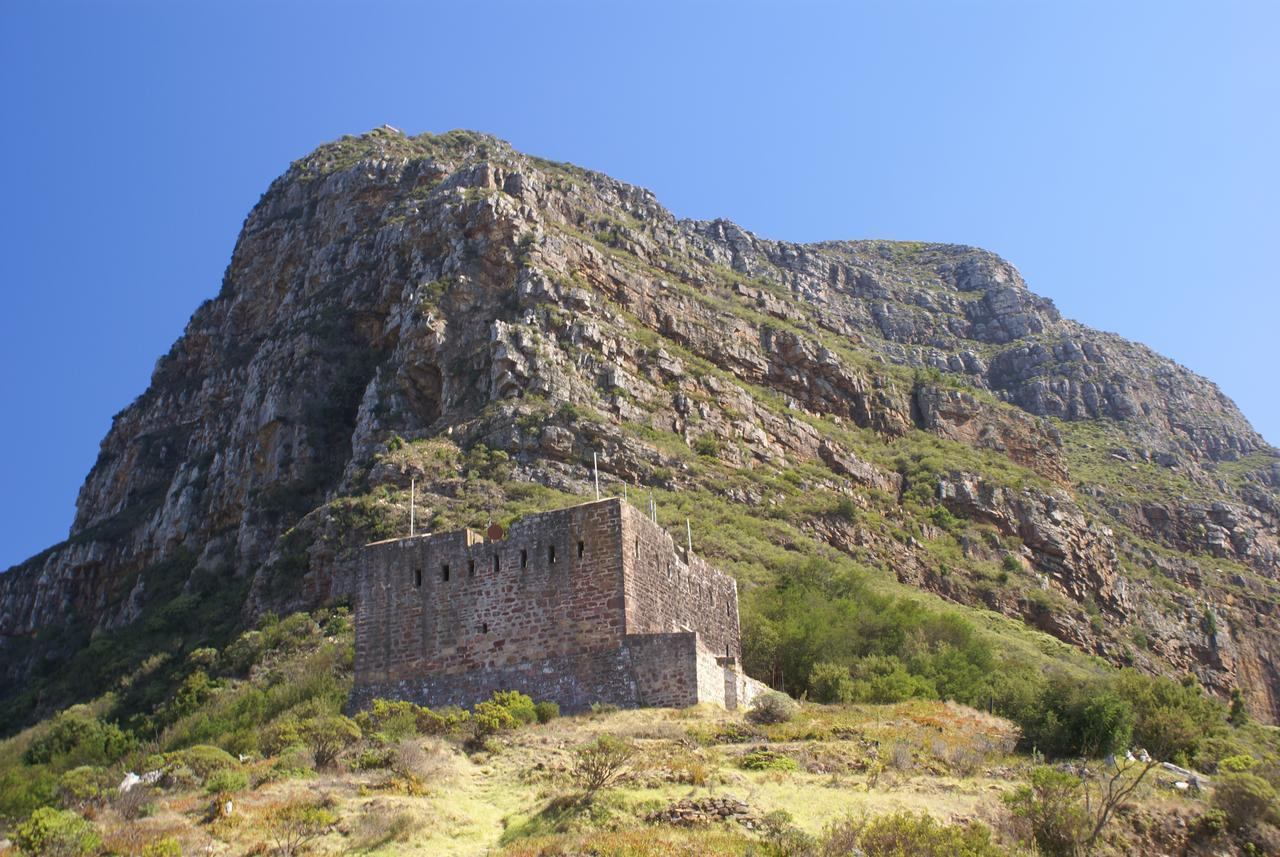
Am Tafelberg oberhalb von Kapstadt

Als Tafelbergsandstein (englisch Table Mountain Sandstone) wird eine Sedimentabfolge verschiedener quarzitischer Sandsteine in Südafrika bezeichnet. Sie erstreckt sich von Nieuwoudtville über die Tafelbergregion bei Kapstadt bis zur Spitze der Kap-Halbinsel und in die Region des weiter entfernten Port Elizabeth. Innerhalb der lithostratigraphischen Abfolgen in Südafrika gehört er zur Tafelberg-Gruppe, die ihrem Alter nach zum Altpaläozoikum gehört und eine Einheit der Kap-Supergruppe ist.

## Beschreibung
Der Tafelbergsandstein besitzt im Bereich des Tafelberges eine Mächtigkeit von etwa 550 Metern. Die unterste und etwa 50 Meter starke Schicht besteht aus rötlichen Sandsteinablagerungen und Tonschiefern der Graafwater-Formation und liegt auf einem älteren Granitbett (Cape Granite) auf. Darüber liegen in horizontaler Ablagerung etwa 500 Meter hellgrauer Sandstein der Peninsula-Formation. Der Sandstein enthält konglomeratische und diamiktitische Geröllanteile. An anderen Aufschlüssen tritt der Sandstein mit brauner und beiger Farbe hervor. 
Seine Entstehungszeit liegt in den Abschnitten zwischen Ordovizium und Devon, etwa zwischen 475 und 400 Millionen Jahren. Die Sandsteinkomplexe sind ein wichtiger Teil der küstennahen Gebirgslandschaft im Westkap und im westlichen Abschnitt vom Ostkap (partielle Bereiche im Kap-Faltengürtel bei George und Oudtshoorn).

## Nutzung
Eine Nutzung als Werkstein ist mit anderen südafrikanischen Sandsteinen verglichen nur im geringen Umfang erfolgt. Die wichtigsten Abbaustellen befanden sich bei Ceres, Muizenberg, Kloof Nek, Fish Hoek. Im Bereich von Kapstadt gab es nur unbedeutende Abbaustellen. Die hier am häufigsten verwendeten Sandsteine für die Architektur dieser Stadt entstammen ehemaligen Steinbrüchen im Stadtgebiet aus älteren Schichten (Malmesbury Gruppe, ca. 550 Mio. Jahre alt).
Anwendungsbeispiele in Kapstadt sind beispielsweise:
- First-National-Bank (Fassade)
- Metropolitan-Methodisten-Kirche (hellbeige Quadersteine der Fassade)
- St.-George-Kathedrale (Fassade)